# Ready at Dawn
Ready at Dawn è stata un'azienda statunitense dedita allo sviluppo di videogiochi con sede nella città di Irvine, fondata nel 2003 da Andrea Pessino, Didier Malenfant e Ru Weerasuriya, ex dipendenti di Blizzard Entertainment e Naughty Dog e chiusa nel 2024.

## Storia
Nel 2009 annunciano di stare lavorando ad un nuovo engine per le console Sony PlayStation 3 e Sony PSP.
In occasione dell'E3 2013 la compagnia presenta il suo nuovo progetto in esclusiva PlayStation 4: The Order: 1886.
Il 27 maggio 2014 la compagnia annuncia lo slittamento di The Order: 1886 ai primi mesi del 2015. Il motivo del rinvio è spiegato da Ru Weerasuriya come indispensabile per poter raggiungere la qualità e le promesse fatte dal team ai giocatori.
Il 22 giugno 2020 Ready at Dawn viene acquisita da Oculus VR, a sua volta acquisita da Facebook a marzo 2014, il che provoca la sospensione dei progetti di sviluppo per Lone Echo II (successivamente ripresi) e per un possibile seguito di The Order: 1886.

## Titoli
| Titolo                         | Data di uscita    | Piattaforma                      |
| ------------------------------ | ----------------- | -------------------------------- |
| Daxter                         | 14 marzo 2006     | PlayStation Portable             |
| God of War: Chains of Olympus  | 4 marzo 2008      | PlayStation Portable             |
| Ōkami                          | 15 aprile 2008    | Nintendo Wii                     |
| God of War: Ghost of Sparta    | 2 novembre 2010   | PlayStation Portable             |
| God of War: Origins Collection | 13 settembre 2011 | PlayStation 3                    |
| The Order: 1886                | 20 febbraio 2015  | PlayStation 4                    |
| De-formers                     | 21 aprile 2017    | PlayStation 4, Xbox One, Windows |
| Lone Echo                      | 20 luglio 2017    | Oculus Rift                      |
| Echo Arena                     | 20 luglio 2017    | Oculus Rift                      |
| Echo Combat                    | 15 novembre 2018  | Oculus Rift                      |
| Lone Echo 2                    | 12 ottobre 2021   | Oculus Rift                      |